# Peter MacNicol
Peter MacNicol (Dallas (Texas), 10 april 1954) is een Amerikaanse acteur.
In 2001 won hij een Emmy Award voor Outstanding Supporting Actor in a Comedy Series voor zijn rol als John Cage in de serie Ally McBeal. Later was hij een tijdlang te zien in de populaire actieserie 24 en als het personage van dr. Larry Fleinhardt in de serie Numb3rs.
Tot MacNicols meest memorabele rollen uit het verleden kunnen optredens in onder meer Dragonslayer (1981), Sophie's Choice (1982), Bean (1997), HouseSitter en Addams Family Values gerekend worden.
Hij had ook vaste rollen in de televisieseries The Powers That Be, Chicago Hope en Grey's Anatomy.

## Filmografie
- Dragonslayer (1981) - Galen
- Sophie's Choice (1982) - Stingo
- Johnny Bull (Televisiefilm, 1986) - Joe Kovacs
- Heat (1986) - Cyrus Kinnick
- Ghostbusters II (1989) - Dr. Janosz Poha
- By Dawn's Early Light (Televisiefilm, 1990) - Lt. Cmdr. Tom Sedgewicke
- American Blue Note (1991) - Jack Solow
- Hard Promises (1991) - Stuart
- HouseSitter (1992) - Marty
- The Powers That Be Televisieserie - Bradley Grist (20 afl., 1992-1993)
- Addams Family Values (1993) - Gary Granger
- Roswell (Televisiefilm, 1994) - Lewis Rickett
- Radioland Murders (1994) - Son Writer
- Dracula: Dead and Loving It (1995) - R.M. Renfield
- Abducted: A Father's Love (Televisiefilm, 1996) - Roy Dowd
- Toto Lost in New York (Video, 1996) - Ork (Stem)
- Bean: The Ultimate Disaster Movie (1997) - David Langley
- Silencing Mary (Televisiefilm, 1998) - Lawrence Dixon
- Chicago Hope Televisieserie - Alan Birch (31 afl., 1994-1998)
- The Secret of NIMH 2: Timmy to the Rescue (Video, 1998) - Verteller (Stem)
- The Pooch and the Pauper (Televisiefilm, 1999) - Liberty (Stem)
- Baby Geniuses (1999) - Dan
- Snowden's Christmas (Televisiefilm, 1999) - Snowden (Stem)
- Olive, the Other Reindeer (Televisiefilm, 1999) - Fido (Stem)
- Recess: School's Out (2001) - Fenwick (Stem)
- The Ponder Heart (Televisiefilm, 2001) - Oom Daniel
- Balto: Wolf Quest (DVD, 2002) - Muru (Stem)
- Ally McBeal Televisieserie - John Cage (104 afl., 1997-2002)
- Crazy Love (Televisiefilm, 2003) - Echtgenoot
- Breakin' All the Rules (2004) - Philip Gascon
- Behind the Curtain (2005) - Vincent Poinsetta
- Stuart Little 3: Call of the Wild (DVD, 2005) - Troopmaster (Stem)
- 24 Televisieserie - Tom Lennox (24 afl., 2007)
- Harvey Birdman, Attorney at Law Televisieserie - X, the Eliminator e.a. (10 afl., 2003-2007, stem)
- Numb3rs Televisieserie - Dr. Larry Fleinhardt (62 afl., 2005-2008)
- Batman: Arkham City (2011) Videospel - Jervis Tetch / Mad Hatter (Stem)
- Batman: Arkham Origins (2013) Videospel - Jervis Tetch / Mad Hatter (Stem)
- Batman: Arkham Knight (2015) Videospel - Jervis Tetch / Mad Hatter (Stem)
- Agents of S.H.I.E.L.D. Televisieserie - Professor Elliot Randolph (2 afl., 2013-2015)